# Shreveport International
Lo Shreveport International è stato un torneo di tennis facente parte dello USLTA Indoor Circuit giocato nel 1975 a Shreveport negli Stati Uniti.

## Albo d'oro

### Singolare
| Anno | Vincitore    | Finalista      | Punteggio     |
| ---- | ------------ | -------------- | ------------- |
| 1975 | Juan Gisbert | Wojciech Fibak | 6–3, 5–7, 6–1 |

### Doppio
| Anno | Vincitori                  | Finalisti                  | Punteggio |
| ---- | -------------------------- | -------------------------- | --------- |
| 1975 | William Brown Juan Gisbert | Janos Benyik Robert Machan | 6–4, 6–4  |